# Església de Sant Demetri
L'Església de Sant Demetri o Hagios Demetrios (grec: Άγιος Δημήτριος:), és la principal església dedicada a Demetri de Tessalònica, el patró de Tessalònica (a la Macedònia Central, Grècia), construïda quan era la segona ciutat més gran de l'Imperi Romà d'Orient. Forma part, des del 1988, dels Monuments paleocristians i bizantins de Tessalònica, un dels conjunts de la llista de Patrimoni de la Humanitat de la UNESCO.

## Història

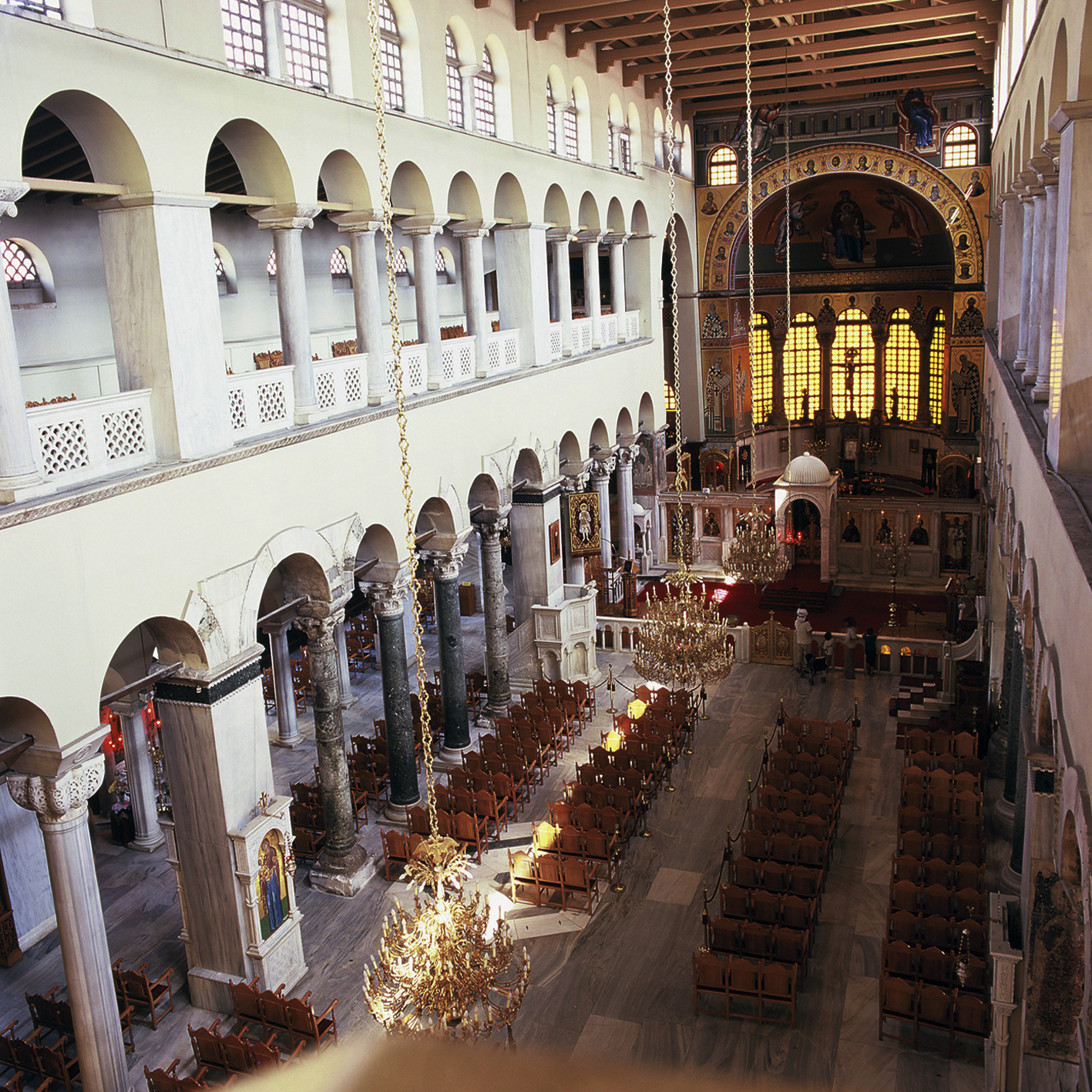
Interior de l'església.

La primera església va ser construïda a principis del segle iv, reemplaçant unes termes romanes. Un segle més tard, un prefecte anomenat Leontios va reemplaçar el petit oratori en una gran basílica de tres cares. Afectat greument per diversos incendis, l'església va ser finalment reconstruïda com una basílica de cinc cares entre els anys 629 i 634, que és l'església tal com s'ha conservat fins al segle XXI. Quan va ser fet era el santuari més important de la ciutat, i probablement era més gran que la catedral local.
L'església tenia un inusual santuari anomenat cimbori, una estructura hexagonal i coberta a un costat de la nau, feta de plata o coberta. L'estructura tenia portes i a dins hi havia un sofà o llit. Inusualment, no tenia relíquies del sant. El cimbori sembla que hauria estat una tomba simbòlica. va ser reconstruït almenys una vegada.
La basílica és famosa pels sis panells de mosaic existents, datats en el període comprès entre l'última reconstrucció i la inauguració de les polítiques iconoclàstiques el 730. Aquests mosaics representen a Sant Demetri amb responsables de la restauració de l'església (anomenats fundadors) i amb nens. Una inscripció a sota d'una de les imatges glorifica el cel per salvar a la gent de Salònica d'una incursió pagana dels eslaus el 612.
Altres mosaics magnífics, que cobrien l'interior de d'església, es van perdre durant els quatre segles quan va funcionar com a mesquita (1493–1912) o en el Gran foc de Tessalònica de 1917, que va destruir bona part de la ciutat. Aquest foc també destruït el sostre i les parets superiors de l'església. Les fotografies en blanc i negre i les bones versions d'aquarel·la que es conserven donen una idea de l'artesania romana d'Orient que es va perdre durant el foc.
Després del gran incendi de 1917, es va trigar dècades a restaurar l'església. Les làpides del cementiri jueu de la ciutat, destruïdes per les autoritats gregues i alemanyes nazis, es van utilitzar com a materials de construcció en els esforços de restauració de la dècada de 1940. Les excavacions arqueològiques realitzades a la dècada de 1930 i 1940 revelen artefactes interessants que es poden veure en un museu situat dins de la cripta de l'església. Les excavacions també van descobrir les ruïnes d'un bany romà, on es deia que Demetri havia estat empresonat i executat. També es va descobrir un pou romà. Els estudiosos creuen que aquí els soldats van deixar caure el cos de Sant Demetri després de la seva execució. Després de la restauració, l'església va ser reconsagrada el 1949.

## La cripta (catacumbes)

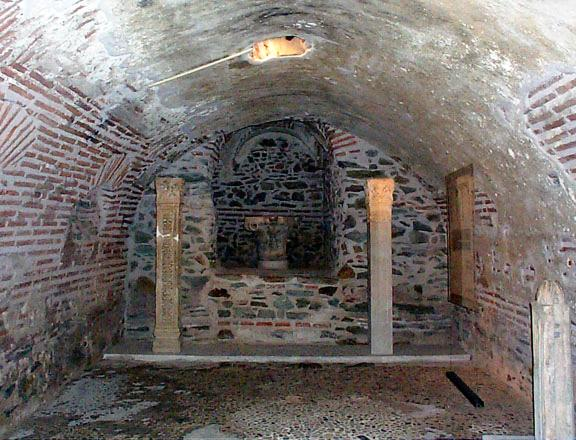
Restes de l'església original, del.

A sota de l'església hi ha la cripta de sant Demetri, el patró de Tessalònica venerat com a màrtir.
A mesura que el nivell del sòl va anar augmentant gradualment al llarg dels segles, aquesta àrea va adquirir la forma d'una cripta. Tant la tradició com les troballes arqueològiques, indiquen que era unes antigues termes on Demetri va ser empresonat i eventualment martiritzat el 303 dC. Al segle v, quan es va construir la primera església de Sant Demetri, el lloc del seu martiri va ser incorporat a l'església i la font es va convertir en font d'aigua beneïda. Durant els anys que van seguir, la font va adquirir conques, des d'on els fidels podien recollir l'oli perfumat que emanava de les relíquies del sant. La cripta es va omplir de terra durant el període del regne otomà i no va ser redescoberta fins després de l'incendi de 1917. Ha estat restaurada arqueològicament i es va convertir en un espai expositiu l'any 1988.
Mostra una col·lecció d'escultures, capitells, lloses de tancament i vasos ceràmics de l'església de Sant Demetri. Més específicament, a la sala I hi ha escultures de l'església primitiva del segle v i pilars amb decoració en relleu i capitells amb fulles d'acant. A la sala II, a la capella del sant, hi ha inscripcions que documenten la història de l'església, juntament amb escultures figuratives de l'època romana. L'habitació III mostra fotografies, plànols i còpies de la restauració realitzada a l'església després del foc de 1917.
A la sala següent, la número IV, hi ha escultures de la decoració de l'església que es va construir després de l'incendi del segle vii, i l'ambó de l'església original del segle v es troba a la sala V. Les sales VI i VII, per acabar, exposen escultures de la decoració de l'església de l'època romana mitjana (segle X) i escultures i ceràmica dels segles XIII-XV. Més concretament, aquestes inclouen les restes del cimbori original, que es va construir per contenir primer la icona del sant i, posteriorment, el sarcòfag. El cimbori era hexagonal, de fusta i plata. També hi ha un arc i fragments d'arcs procedents d'un cimbori romà d'Orient sobre l'altar, el qual està ornamentat amb creus en medallons i altres de recolzades sobre orbes. Una inscripció indica que el donant del cimbori fou Teodor, bisbe de Tessalònica al segle xiii.